# Patrick Malahide
Patrick Gerald Duggan, conhecido profissionalmente como Patrick Malahide, (Reading, 24 de março de 1945) é um ator inglês, conhecido por seus papéis como detetive Albert Chisholm na série de TV Minder e Balon Greyjoy em Game of Thrones.